# George Frampton
Sir George James Frampton (Londen, 18 juni 1860 – aldaar, 21 mei 1928) was een Engelse beeldhouwer.

## Leven en werk
Frampton was de zoon van een steenhouwer, die zijn carrière aanving bij een architectenbureau. Hij startte zijn opleiding tot beeldhouwer van 1880 tot 1881 bij William Silver Frith aan de City and Guilds of London Art School aan Kensington Park Road in Londen. Aansluitend studeerde hij aan de Royal Academy Art Schools, waar hij in 1887 voor zijn werk An Act of Mercy een gouden medaille en een reisbeurs kreeg. Van 1888 tot 1890 werkte en studeerde hij in het atelier van de Franse beeldhouwer Antonin Mercié in Parijs. Na terugkeer in Engeland werd hij in 1893 docent aan de Londense Slade School of Art. Hij trouwde in april 1893 met de schilderes Christabel Cockerell die hij had leren kennen aan de Royal Academy. 
Frampton werd in 1902 benoemd tot lid van de Royal Academy of Arts en werd in 1911 de voorzitter. Hij ontving in 1908 een Order of the British Empire (OBE). Hij was een van de leidende figuren van de kunststroming New Sculpture.

## Peter Pan
Tot zijn bekende werken behoort de bronzen sculptuur Peter Pan (naar het gelijknamige verhaal van J.M. Barrie) uit 1911, dat in 1912 een plaats kreeg in Kensington Gardens in Londen en waarvan later nog zes afgietsels werden gemaakt voor:
- het Sefton Park in Liverpool (1928)
- het Egmontpark in Brussel (1924)
- de Rutgers University in Camden (Verenigde Staten)
- de Queens Gardens in Perth (Australië) (1925)
- het Glenn Gould Park in Toronto (Canada) (1929)
- in het Bowring Park in St. John's (Newfoundland en Labrador) (Canada) (1937)

## Werken (selectie)
- Memorial to Quintin Hogg (1906), Portland Place in Londen
- Queen Victoria (1906), Royal Victoria Infirmerie in Newcastle upon Tyne
- Lions, British Museum in Londen
- Edith Cavell Monument (1920), St. Martin's Place in Londen
- St. Mungo as the Patron of Art and Music, Kelvingrove Art Gallery and Museum in Glasgow
- Memorial Earl of Chesterfield (1933), Fownhope (Herefordshire)

## Fotogalerij

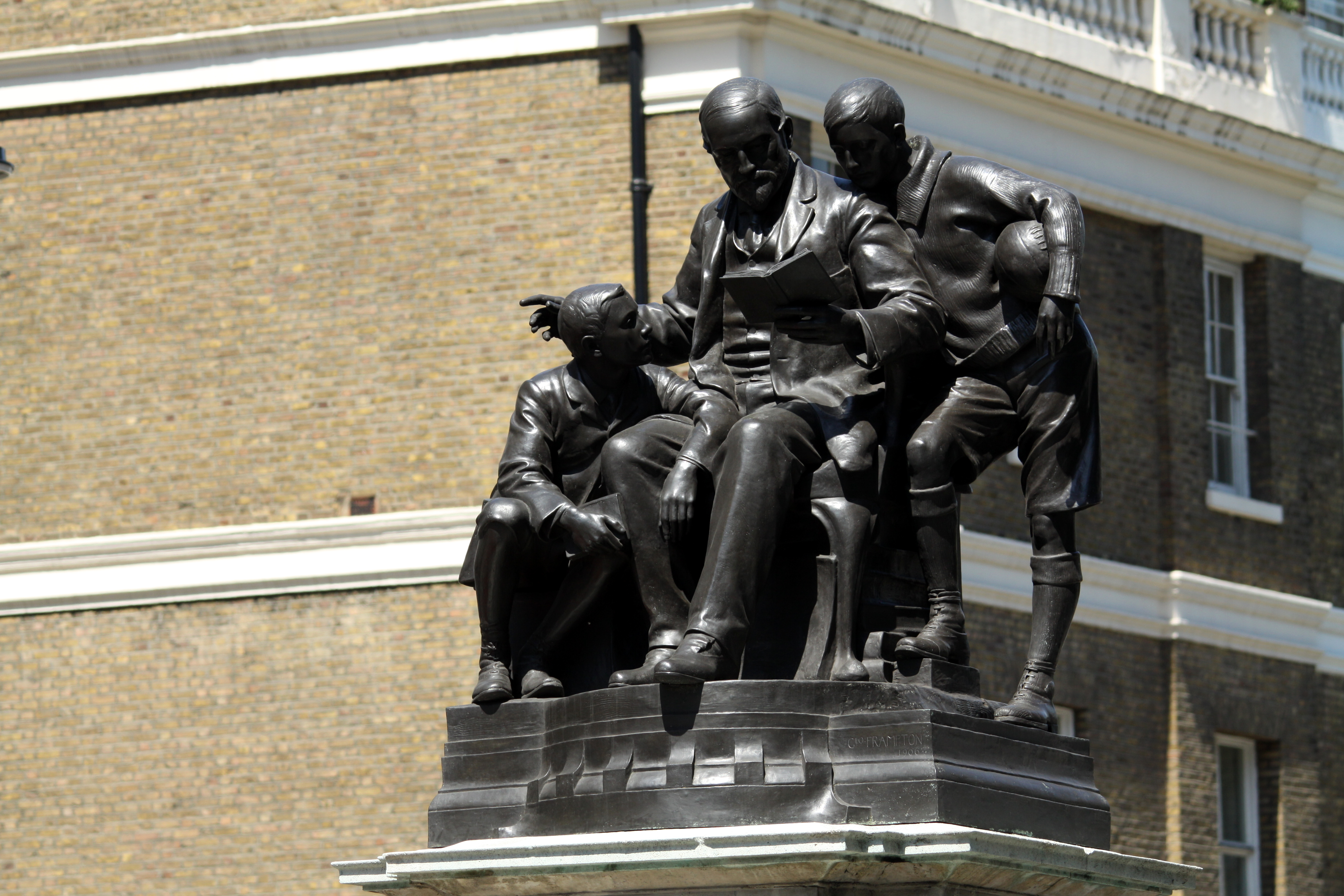
Memorial to Quintin Hogg (1906), Portland Place
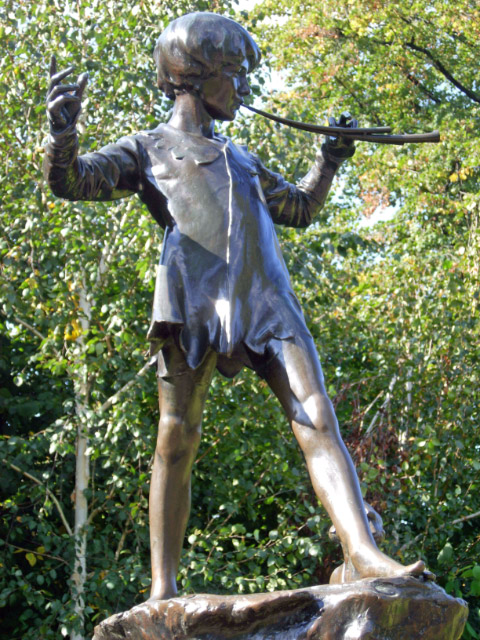
Peter Pan (1911/12), Kensington Gardens
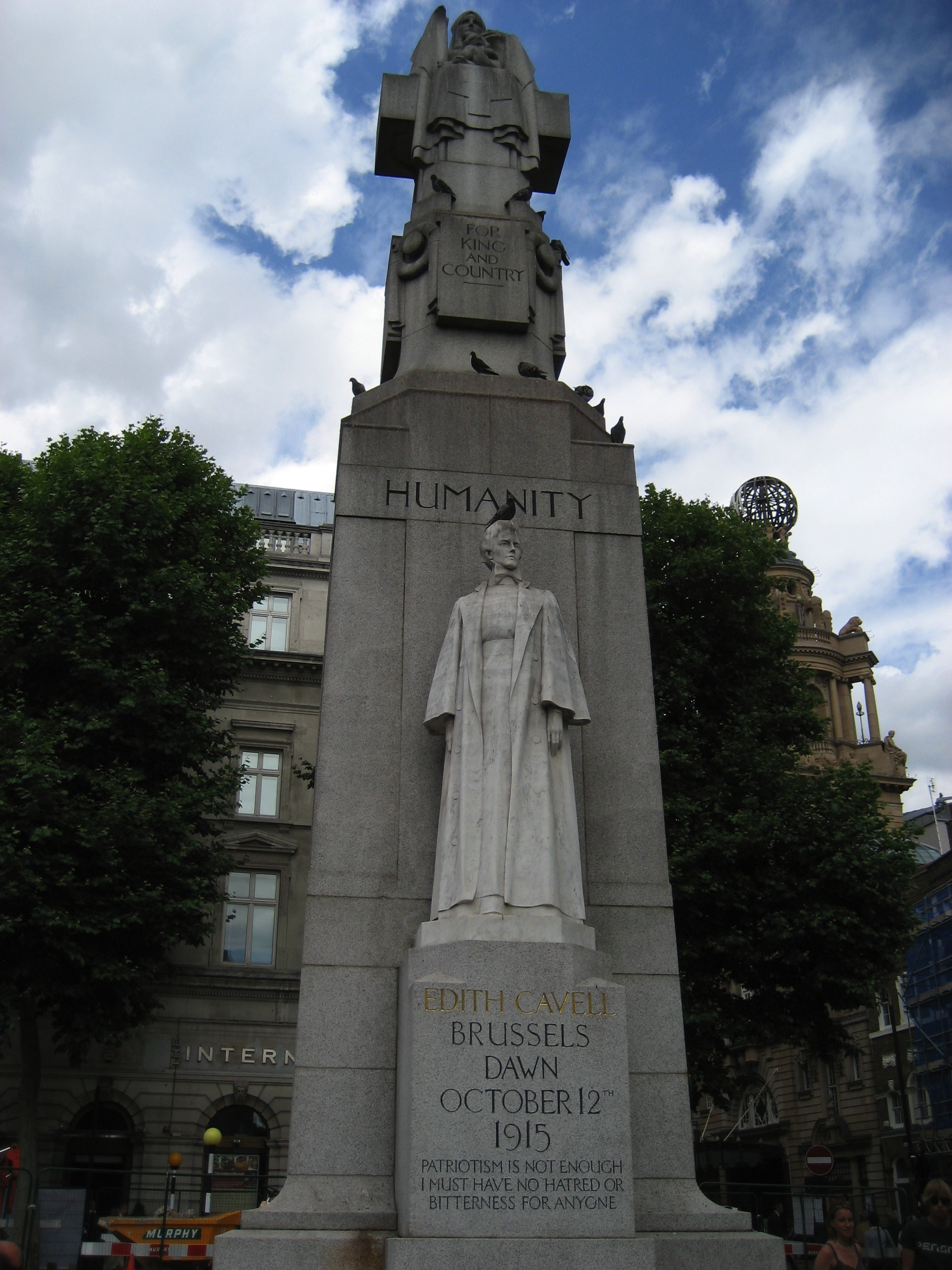
Edith Cavell Memorial (1920), St. Martin's Place
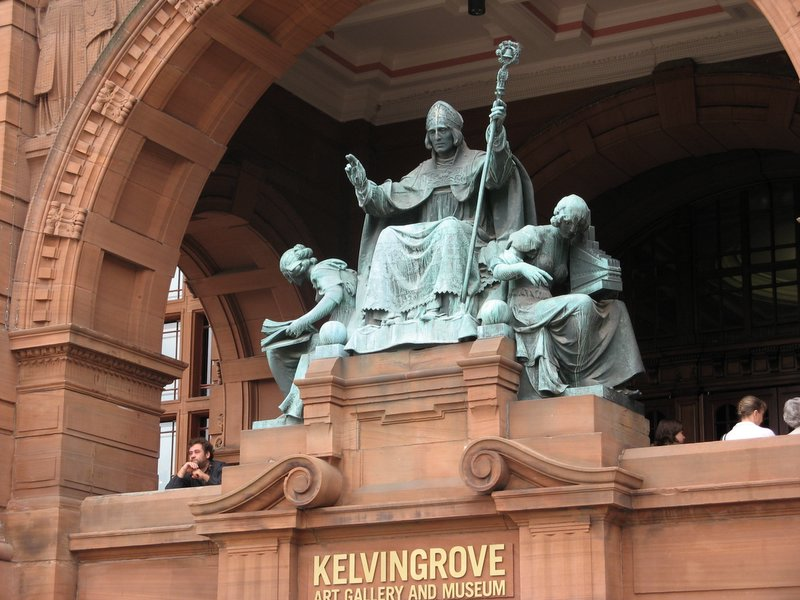
St. Mungo, Glasgow